# Rebecca Johnston
Pour les articles homonymes, voir Johnston.
Rebecca Johnston (née le 24 septembre 1989 à Sudbury, dans la province de l'Ontario au Canada) est une joueuse de hockey sur glace canadienne. Elle évolue au poste d'attaquante dans la ligue élite féminine professionnelle. 
Avec l'équipe du Canada, elle remporte quatre médailles olympiques, trois médailles d'or à Vancouver en 2010, à Sotchi en 2014, et à Pékin en 2022 puis une médaille d'argent à Pyeongchang en 2018. Elle participe également à plusieurs éditions des championnats du monde, remportant sept médailles d'argent et deux médailles d'or.
Elle remporte deux fois la coupe Clarkson avec l'Inferno de Calgary, en 2016 et 2019.

## Biographie

### Carrière en club
Rebecca Johnston commence sa carrière universitaire en 2007-2008 dans l'équipe des Big Red de Cornell. Elle est élue recrue de l'année de la division Ivy League et est finaliste pour le trophée Patty-Kazmaier dès sa seconde saison. Elle interrompt ses études en 2009-2010 pour partir à Calgary, enfin de réaliser la préparation olympique en vue des Jeux de Vancouver en 2010. Johnston revient terminer ses deux années à Cornell, étant à nouveau finaliste pour le trophée Patty-Kazmaier en 2011 puis 2012.
Au cours de sa dernière année universitaire, elle est repêchée par les Furies de Toronto en 2e position au total dans la LCHF. Johnston joue une saison à Toronto, puis part à nouveau à Calgary pour la préparation des Jeux olympiques 2014. Elle restera sur place l'année suivante en étant transférée à l'Inferno de Calgary. La saison 2014-2015 lui réussie puisqu'elle remporte le Trophée Angela James, qui récompense la meilleure marqueuse de la ligue. Elle est également nommée Most valuable player de la saison. Pourtant elle rate la quasi-totalité de la saison suivante du fait de problèmes de santé . Elle revient au jeu pour les quatre derniers matchs de la saison et participe aux séries éliminatoires qui voient l'Inferno remporter leur première Coupe Clarkson. 
Johnston est nommée capitaine de l'équipe pour la saison 2018-2019, conduisant son équipe vers une deuxième Coupe Clarkson pour ce qui s’avère être la dernière saison de la LCHF. 
Faisant partie des hockeyeuses boycottant la saison 2019-2020 à la suite de la fermeture de l'unique ligue canadienne, elle ne joue pas mais est sélectionnée  par la NHL pour le 65e match des étoiles dans l'épreuve du match féminin élite 3 contre 3 . Elle y inscrit l'un des deux buts qui permet au Canada de remporter le match . 
En 2020 et 2021 elle joue des matchs avec la Professional Women's Hockey Players Association (PWHPA), organisation ayant pour but de former une ligue professionnelle féminine mais dont la progression a été ralentie par la pandémie de Covid-19 .

### En équipe nationale

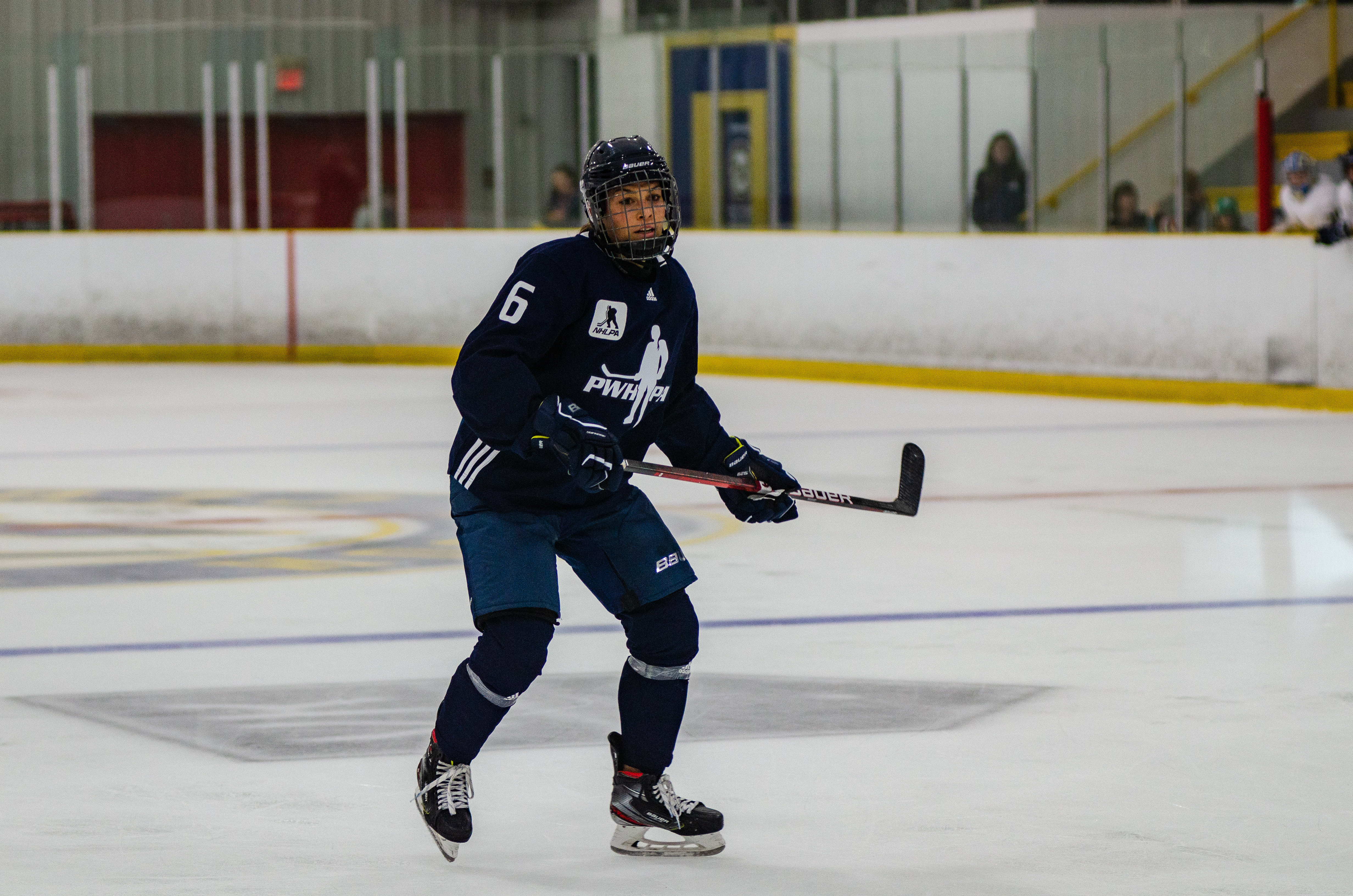
Johnston en 2019 avec la PWHPA.

Johnston est membre de l'équipe nationale depuis 2007, où elle occupe un poste de remplaçante à l'occasion du championnat du monde . Elle participe dès l'édition suivante en 2008 qui débouche sur une médaille d'argent pour les canadiennes. À cette période, elle est aussi membre de l'équipe de développement des moins de 22 ans qui participe à la Coupe des Nations où elle remporte trois titres consécutifs de 2007 à 2009. 
C'est en 2011 que Johnston brille au sein d'une compétition sénior lors des championnats du monde . Elle inscrit six points en cinq matchs et est sélectionnée par les entraîneurs dans le Top 3 de son équipe. Présente pour chaque édition, elle inscrit le plus grand nombre d'assistances de son équipe en 2016 et est choisie dans l'équipe d'étoiles du tournoi par les médias. 
Après dix médailles aux championnats du monde et trois médailles olympiques en 2010, 2014 et 2018, Johnston subie une déchirure du tendon d’Achille en août 2020  qui semble signer la fin de sa carrière internationale. Néanmoins elle arrive à revenir à temps pour faire partie de l'effectif au championnat du monde 2021, remportant une nouvelle fois l'or. Elle est alors sélectionnée pour les Jeux olympiques de Pékin en 2022, qui signe sa quatrième médaille olympique et troisième en or.

## Statistiques

### En club
| Saison      | Équipe             | Ligue       |                            | Saison régulière           | Saison régulière           | Saison régulière           | Saison régulière           | Saison régulière           |                            | Séries éliminatoires       | Séries éliminatoires       | Séries éliminatoires       | Séries éliminatoires | Séries éliminatoires |
| Saison      | Équipe             | Ligue       | PJ                         | B                          | A                          | Pts                        | Pun                        | PJ                         | B                          | A                          | Pts                        | Pun                        |                      |                      |
| 2007-2008   | Big Red de Cornell | NCAA        | 26                         | 16                         | 16                         | 32                         | 12                         | -                          | -                          | -                          | -                          | -                          |                      |                      |
| 2008-2009   | Big Red de Cornell | NCAA        | 26                         | 25                         | 20                         | 45                         | 16                         | -                          | -                          | -                          | -                          | -                          |                      |                      |
| 2010-2011   | Big Red de Cornell | NCAA        | 33                         | 26                         | 24                         | 50                         | 8                          | -                          | -                          | -                          | -                          | -                          |                      |                      |
| 2011-2012   | Big Red de Cornell | NCAA        | 34                         | 30                         | 31                         | 61                         | 12                         | -                          | -                          | -                          | -                          | -                          |                      |                      |
| 2012-2013   | Furies de Toronto  | LCHF        | 24                         | 8                          | 17                         | 25                         | 4                          | 3                          | 2                          | 0                          | 2                          | 2                          |                      |                      |
| 2013-2014   | Canada             | AMHL        | 18                         | 8                          | 1                          | 9                          | 0                          | -                          | -                          | -                          | -                          | -                          |                      |                      |
| 2014-2015   | Inferno de Calgary | LCHF        | 24                         | 17                         | 20                         | 37                         | 10                         | 2                          | 0                          | 0                          | 0                          | 0                          |                      |                      |
| 2015-2016   | Inferno de Calgary | LCHF        | 4                          | 4                          | 2                          | 6                          | 2                          | 3                          | 4                          | 4                          | 8                          | 2                          |                      |                      |
| 2016-2017   | Inferno de Calgary | LCHF        | 20                         | 7                          | 15                         | 22                         | 2                          | -                          | -                          | -                          | -                          | -                          |                      |                      |
| 2017-2018   | Canada             | AMHL        | 16                         | 6                          | 2                          | 8                          | 0                          | -                          | -                          | -                          | -                          | -                          |                      |                      |
| 2018-2019   | Inferno de Calgary | LCHF        | 27                         | 15                         | 24                         | 39                         | 8                          | 4                          | 2                          | 2                          | 4                          | 0                          |                      |                      |
| 2019-2020   | Calgary            | PWHPA       | Statistiques indisponibles | Statistiques indisponibles | Statistiques indisponibles | Statistiques indisponibles | Statistiques indisponibles | Statistiques indisponibles | Statistiques indisponibles | Statistiques indisponibles | Statistiques indisponibles | Statistiques indisponibles |                      |                      |
| 2020-2021   | Calgary            | PWHPA       | 4                          | 1                          | 5                          | 6                          | 0                          |                            |                            |                            |                            |                            |                      |                      |
| 2022-2023   | Team Scotiabank    | PWHPA       | Statistiques indisponibles | Statistiques indisponibles | Statistiques indisponibles | Statistiques indisponibles | Statistiques indisponibles | Statistiques indisponibles | Statistiques indisponibles | Statistiques indisponibles | Statistiques indisponibles | Statistiques indisponibles |                      |                      |
| Totaux NCAA | Totaux NCAA        | Totaux NCAA | 119                        | 97                         | 91                         | 188                        | 48                         |                            |                            |                            |                            |                            |                      |                      |
| Totaux LCHF | Totaux LCHF        | Totaux LCHF | 99                         | 51                         | 78                         | 129                        | 26                         | 12                         | 8                          | 6                          | 14                         | 4                          |                      |                      |

### En équipe nationale
| Année | Équipe | Compétition          |   | PJ | B | A  | Pts | Pun | +/-                |  | Résultat |
| 2008  | Canada | Championnat du monde | 5 | 0  | 0 | 0  | 0   | 0   | Médaille d'argent  |  |          |
| 2009  | Canada | Championnat du monde | 5 | 3  | 2 | 5  | 0   | +3  | Médaille d'argent  |  |          |
| 2010  | Canada | Jeux olympiques      | 5 | 1  | 5 | 6  | 2   | +9  | Médaille d'or      |  |          |
| 2011  | Canada | Championnat du monde | 5 | 4  | 2 | 6  | 0   | +5  | Médaille d'argent  |  |          |
| 2012  | Canada | Championnat du monde | 5 | 1  | 6 | 7  | 0   | +5  | Médaille d'or      |  |          |
| 2013  | Canada | Championnat du monde | 5 | 3  | 2 | 5  | 2   | +4  | Médaille d'argent  |  |          |
| 2014  | Canada | Jeux olympiques      | 5 | 2  | 3 | 5  | 4   | +7  | Médaille d'or      |  |          |
| 2015  | Canada | Championnat du monde | 5 | 2  | 3 | 5  | 0   | +6  | Médaille d'argent  |  |          |
| 2016  | Canada | Championnat du monde | 4 | 2  | 5 | 7  | 0   | +3  | Médaille d'argent  |  |          |
| 2017  | Canada | Championnat du monde | 5 | 2  | 3 | 5  | 2   | +2  | Médaille d'argent  |  |          |
| 2018  | Canada | Jeux olympiques      | 5 | 3  | 2 | 5  | 2   | +2  | Médaille d'argent  |  |          |
| 2019  | Canada | Championnat du monde | 7 | 3  | 1 | 4  | 2   | +4  | Médaille de bronze |  |          |
| 2021  | Canada | Championnat du monde | 7 | 2  | 0 | 2  | 2   | +2  | Médaille d'or      |  |          |
| 2022  | Canada | Jeux olympiques      | 7 | 2  | 8 | 10 | 2   | +8  | Médaille d'or      |  |          |
| 2023  | Canada | Championnat du monde | 7 | 2  | 0 | 2  | 0   | +1  | Médaille d'argent  |  |          |

## Trophées et Honneurs personnels

### En équipe nationale
- Nommée dans le top 3 des meilleures joueuses de l'équipe canadienne lors des championnats du monde 2011 et 2016.
- Sélectionnée dans l'équipe étoiles des médias pour le championnat du monde 2016.
- Joueuse avec le plus grand nombre d'assistances lors des championnats du monde 2016.

### LCHF
- Remporte le trophée Trophée Angela James lors de la saison 2014-2015 de la LCHF.
- Nommée Most Valuable player (en français, Joueuse la plus utile) lors de la saison 2014-2015 de la LCHF.